# Sint Jurgensgasthuis
Het Sint Jurgensgasthuis was een gasthuis in Helpman, net buiten de stad Groningen. Het was bedoeld als opvang voor leprozen. Het heeft bestaan van 1422 tot 1599.